# Garfinkel
Garfinkel ist ein anglisierter deutsch-jüdischer Nachname, der vom Wort Karfunkelstein (Granat) abgeleitet ist.

## Namensträger
- Harold Garfinkel (1917–2011), US-amerikanischer Soziologe
- Jonathan Garfinkel (* 1973), kanadischer Dramatiker
- Simson Garfinkel (* 1965), US-amerikanischer Journalist
- Yosef Garfinkel (* 1956), israelischer Prähistorischer und Biblischer Archäologe